# Touch ID

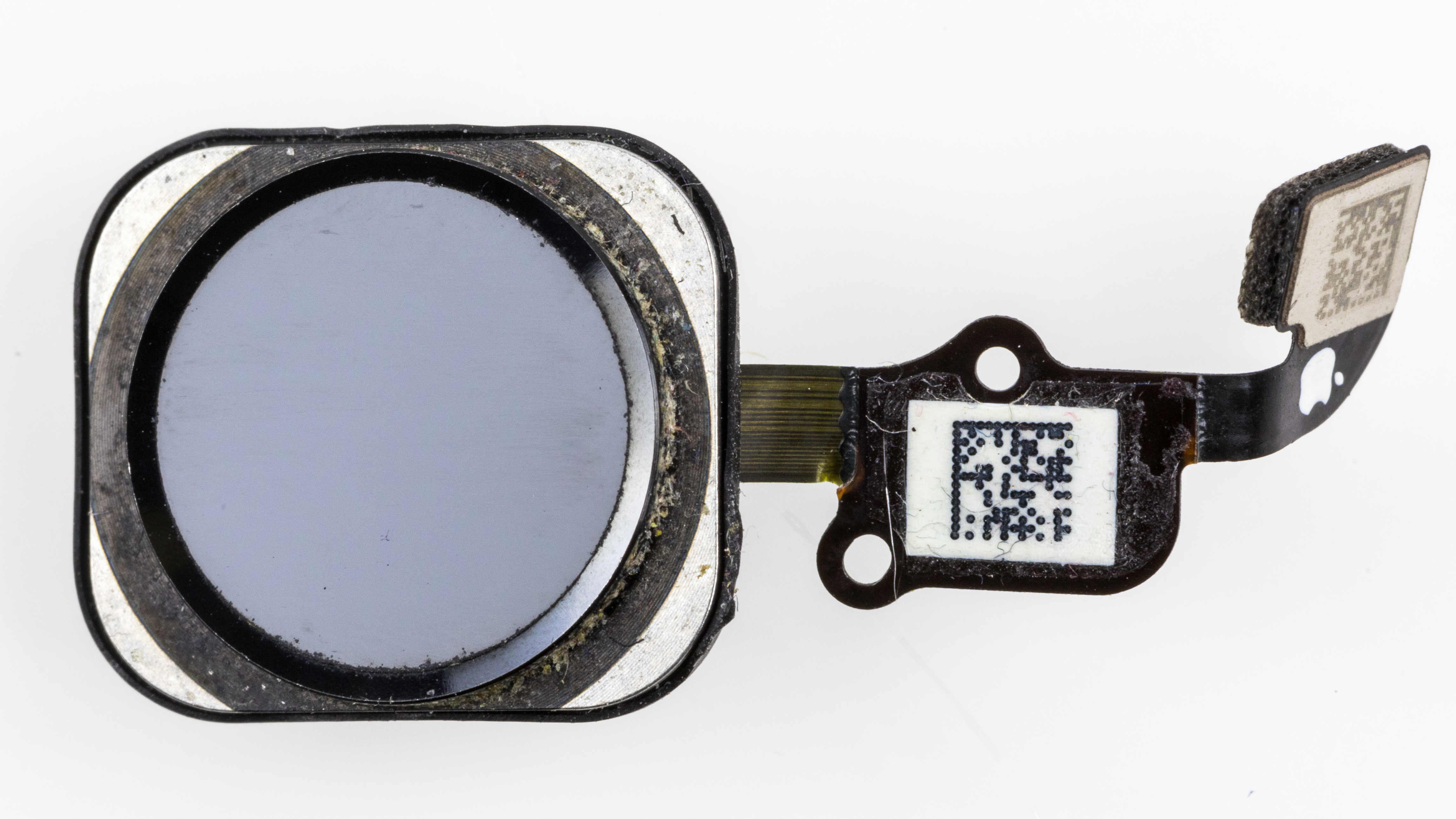
Touch ID, iPhone 6s

Touch ID는 애플의 지문 인식 시스템으로, 아이폰 5s 이후 출시된 아이폰 제품군과 아이패드 에어 2, 아이패드 미니 3, 아이패드 프로 이후 출시된 아이패드 제품군, 그리고 2016년형 맥북 프로이후 맥북 전 모델에 탑재되어있다.
이는 지문 인식 기능이다.

## 같이 보기
- Face ID